# Hawera

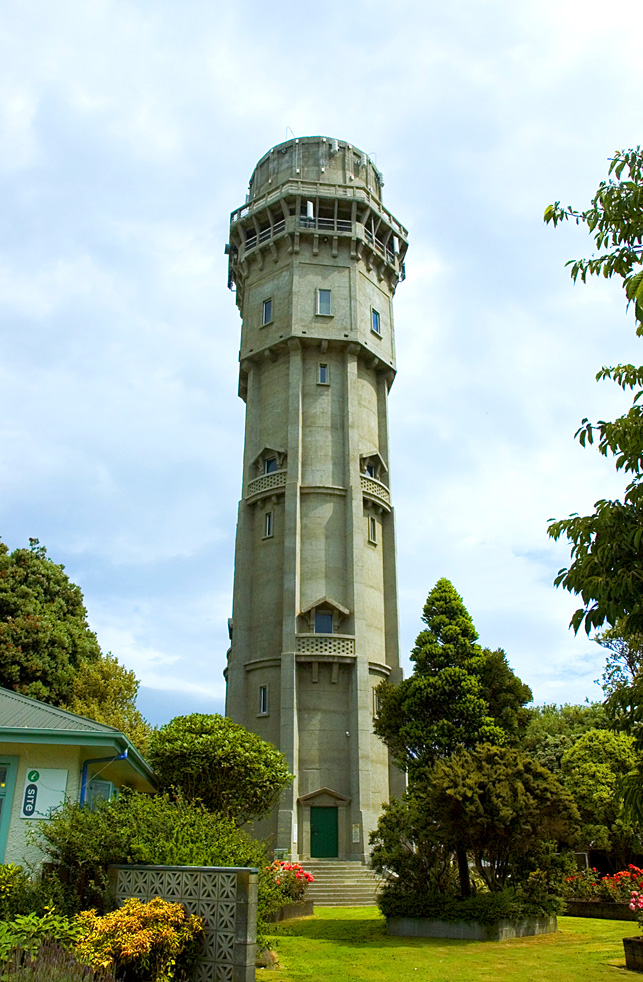
Le château d'eau de Hawera.

Hawera est la deuxième plus grande ville de la région de Taranaki, située dans l'Île du Nord  de la Nouvelle-Zélande.

## Situation
La ville se trouve à 5 kilomètres au sud de New Plymouth.
Elle est située près de la côte de South Taranaki Bight (en), mais à 86 mètres d'altitude.
La ville de Kaponga est à 20 minutes de voiture vers le nord-ouest.

## Population
Hawera est la seconde plus grande ville de la région de Taranaki avec une population de 9 810 habitants en 2019,mais qui était estimée à environ 11 000 habitants en juin 2009.

## Accès
Elle est aussi localisée sur le trajet de la route State Highway 3/S H 3 (en) et à 30 minutes de voiture du mont Taranaki/Egmont et sur la route State Highway 45, connue comme la « Surf Highway 45 » pour ses nombreuses plages de surf.
Cette route :State Highway 45 passe à travers les villes de Manaia, Opunake et Oakura sur le trajet vers la cité de New Plymouth.
La ligne de chemin de fer ligne Marton–New Plymouth (en) passe aussi à travers la ville d’Hawera et a desservi la ville depuis le 1er août 1881, bien qu’elle soit réservée seulement au fret depuis la suppression du dernier service de l’autorail pour passagers entre Wellington et New Plymouth le 30 juillet 1977.

## Toponymie
Hawera est un mot en langage Māori pour  "burnt place", à la suite d’un affrontement entre deux sous-tribus, qui culmina dans la mise du feu d’une maison pour dormir (sleeping whare) de la tribu adverse sous l’effet de l’attaque.
Le nom devint “juste” quand la ville souffrit d’incendies étendus répétés en 1884, 1888, et 1912.

## Installations caractéristiques
Pour cette raison une grande tour de château d’eau fut construite au centre de la ville pour augmenter la pression de l’eau disponible et cela devint une des caractéristiques du paysage de la région de Taranaki (apparaissant par exemple, en couverture sur le répertoire du téléphone de 1974).
Après des défauts constatés au niveau de la tour celle-ci fut fermée au public en 2001, mais à la suite d'un programme de restaurations extensives, elle fut à nouveau ouverte en 2004.
Hawera est aussi le siège du 'Musée de Tawhiti'  bien connu pour ses sculptures en cire faites à la main, artisanalement, en taille réelle, décrivant les scènes de l’héritage local et de l’histoire, et ses modèles à l’échelle des pa Maori locaux.

## Économie
L’usine de lait de Whareroa située à 4 km, au sud-sud-ouest du centre-ville, est le plus grand complexe de traitement du lait dans le monde, en termes de production.
Le complexe est la propriété de la société Fonterra, ayant été construit par l’ancienne "Kiwi Co-operative Dairies Limited" (dont les installations initiales avaient été ouvertes sur ce site en 1975).
Durant les pics saisonniers, le complexe emplois 1 000 personnes et traite plus de 14 millions de litres de lait par jour.
L’électricité et la chaleur utilisées à Whareroa sont générées par une installation située sur le site fonctionnant au gaz, et l’excès d’électricité alimente le réseau national.

## Éducation
- L’école primaire d’Hawera fut établie en 1875. Elle est développée dans le cadre d'une "District High School" en 1901.
- L’école supérieure actuelle ouverte comme une école supérieure de ‘Hawera Technical High School’ en 1919, et s’est déplacée vers le site en 1921[9].
- Le Western Institute of Technology at Taranaki (en) a aussi un campus situé à Hawera[10], établi en 1990[11].
- La Hawera High School (en) est une école secondaire allant des années 9 à 13 avec effectif de 782 élèves[12].
- La Hawera Intermediate (en) est une école intermédiaire allant de l’année 7 à 8 avec un effectif de 352 élèves[13].L’école intermédiaire a ouvert en 1961[14].

Les deux écoles ont un taux de décile de 5.
- Les écoles "Hawera Primary", "Ramanui", "Tawhiti" et "Turuturu " contribuent au primaire, allant de l’année 1 à 6, avec un effectif respectif de 202 élèves[15], 80 élèves[16], 194 élèves[17] et de 281 élèves[18].

L’école primaire de ‘Hawera’ et ‘ Tawhiti’ ont un taux de décile de 4.
L’école de Ramanui a un taux de décile de 2, et l’école de Turuturu a un décile de 6.
L’école primaire de Hawera a célébré son 125e jubilé en 2000 .
L’école de Ramanui célébra son 50e en 2003.
- L’école "Hawera Christian" et "St Joseph's School" sont des écoles primaires intégrées au public allant des années 1 à 8, avec un taux de décile 6 et respectivement, un effectif de 35 élèves[21] et 250 élèves[22].
- L'école "Te Kura Kaupapa Maori o Ngati Ruanui" est une école primaire complète allant des années 1 à 8, avec un taux de décile de 2 et un effectif de 51  élèves[23].
- Il y a une école Kura Kaupapa Māori, qui enseigne en langue Māori.

Toutes ces écoles sont mixtes.

## Personnalités nées à Hawera
- Aroha Awarau (en) (1976), journaliste lauréat d’un 'award'  et trois fois vainqueur du  ‘Ronald Hugh Morrieson Award’.C’est un écrivain sénior du New Zealand Woman's Weekly (en) et est un éditeur de nouvelles  anciennes pour le magazine ‘Woman's Day’.
- Michael Bent (1986), joueur de rugby de l'équipe de Leinster.
- Cameron Brewer (en) (1973), Conseiller d’Auckland
- Alan Brough (en), acteur, comédien, et leader de l’équipe de Spicks and Specks (en).
- Michael Campbell (23 février 1969), golfeur professionnel. Vainqueur de l’ US Open 2005.
- Tim Chadwick (en) (4 octobre 1962), artiste & auteur publié
- Prof Geoffrey Duncan Chisholm (en) (1931), chirurgien[24].
- Ben Hurley (en) (1980), comédien de Nouvelle-Zélande et acteur 7 Days.
- Peter Ingram (en) (1978), joueur de cricket de Nouvelle-Zélande.
- Fiona (1940), écrivain.
- Issac Luke (1987), joueur de la ligue de Rugby de Nouvelle-Zélande.
- John Gildroy Grant (en) (1889), récipiendaire de la 'Victoria Cross' WWI.
- Nicola Kawana (en)  actrice: rôles dans en Shortland Street et Jackson's Wharf.
- John Mitchell (1964), joueur de la rugby union puis entraîneur.
- Ronald Hugh Morrieson (29 janvier 1922), auteur de nouvelles cultes filmées  Came a Hot Friday (en), Pallet on the Floor (en), Predicament (en) et The Scarecrow.
- Alan Stuart Paterson (en) (1902–1968), dessinateur humoristique.
- John Plumtree (16 juillet 1965), joueur de la rugby union et entraîneur.
- Conrad Smith (1981), joueur des All Blacks de la rugby union, deux fois champion du monde.
- Elijah Taylor (1990), joueur de la ligue rugby de Nouvelle-Zélande.
- Adine Wilson (en) (née Harper) (1979), joueur et capitaine de l’équipe de 'Silver Ferns' de netball.